# 마초 (촉한)
마초(중국어 정체자: 馬超, 간체자: 马超, 병음: Mǎ Chāo 마차오[*], 176년~222년)는 중국 후한 말, 삼국시대 촉한의 무장으로, 자는 맹기(중국어: 孟起, 병음: Mèngqǐ 멍치[*])이다.
서량의 군벌 마등의 장남으로, 그가 조정에 입조하자 세력을 물려받았다. 관서에서 독자적 영향력을 행사하며 조조와 대립하였으나 패하고 촉으로 망명했다.
이후 유비 휘하에서 좌장군을 거쳐 표기장군까지 올랐다. 용맹함으로 이름을 날렸으며 이민족들에게도 지지를 받았다.

## 생애

### 마등의 장남
사례 우부풍 무릉현(茂陵縣) 사람이다. 후한의 복파장군 마원의 후손이자 마등의 장남으로 어렸을 때부터 건장하였다. 아버지 마등은 정서장군으로서 관서 지역에서 독자 세력을 구축한 세력가 중 한 명이었다. 건안 초, 마등이 양주에서 진서장군(鎭西―) 한수와 전쟁을 벌였다. 한수의 장수 염행도 마초와 마찬가지로 이름이 났기에 서로 겨루었다. 염행이 모로 마초를 찌르려 했는데 모가 부러졌다. 염행이 당황하지 않고 부러진 모로 마초의 목을 가격해 마초는 죽음의 문턱을 다녀왔다. 사례교위 종요가 관중으로 부임해 한수와 마등을 화해시켰다.
202년 원담·원상 형제가 곽원과 고간을 보내 하동군을 찔렀다. 마초는 종요의 독군종사(督軍從事)가 되어 그 토벌을 도왔다. 평양현(平陽縣)에서 맞붙어 유시에 맞은 다리를 자루로 싸매면서까지 분전한 끝에 격파하였다. 곽원의 머리는 마초의 부장 방덕이 취하였다. 이윽고 서주자사를 거쳐 간의대부(諫議大夫)에 임명되었으나 취임하지는 않았다. 208년 마등은 위위를 받고 조정으로 들어갔다. 마초가 편장군(偏將軍)에 도정후(都亭侯)를 받고 마등의 세력을 통솔하였다. 동생 마휴와 마철도 각기 봉거도위(奉車都尉)와 기도위에 임명되어 가족들과 업으로 이주하고 마초만이 남았다.

### 관중십장의 위기감 공유
211년 3월(음력, 이하 모두 음력) 장로가 다스리던 한중으로 조조가 군을 움직였다. 관서에서 각자의 영역을 점유하고 있던 관중십장은 자신들을 노리는 것이 아닌지 술렁거렸다. 마초가 한수에게 “예전에 종요가 저더러 장군을 치라고 했을 정도로 관동 사람들은 믿을 게 못 됩니다. 저는 아버지를 버리고 장군을 아버지로 여기겠으니 장군도 자식을 포기하고 저를 자식처럼 대하십시오.”라며 설득하였다. 한수는 자식이 조정에 가있었다. 결국 양추, 이감, 성의 등 관중십장은 동시에 군을 일으켜 동관(潼關)으로 진군하였다.
관서의 군대는 긴 모를 능숙히 다루는 정예 강군이었다. 조조의 재종형제 조인은 싸움에 응하지 않고 수비만 굳혔다. 가을, 비로소 조조가 와서는 동관에 전력을 집중하였다. 관서군도 이에 대응해 황하 서쪽의 병력을 동관으로 집결시키자 조조가 서황과 주령으로 하여금 기습적으로 포판진(蒲阪津, 하동군 포판현 소재)을 건너게 해 황하 서쪽을 점거하였다. 이어서 조조의 본대도 황하 북쪽으로 도하하였다. 이를 만여 명으로 들이쳤으나 허저가 충용 무쌍하게 조조를 호위한 데다 정비(丁斐)가 풀어버린 소와 말에 군사들의 정신이 팔려 조조를 놓치고 말았다. 조조군이 황하의 서안을 확보했으므로 관서군은 위구(渭口)로 물러날 수밖에 없었다. 조조는 몰래 위수로 진출하고 그 남쪽에 교두보를 마련하였다. 관서군도 위수의 남쪽으로 이동하였다.

### 이간계에 빠져
9월, 마초는 조조군이 도강해오는 것을 기병으로 저지하였다. 강가엔 모래도 많아 조조군은 보루를 쌓지 못했는데 누규가 ‘날씨가 차니 모래에 물을 붓자’고 하여 하룻밤 만에 위수의 남안에 성을 축조하고는 기어이 넘어왔다. 이에 마초 등이 수차례 건드렸는데 조조군은 자리만 지킬 뿐 응전하지 않았다. 마음이 풀어진 관서군은 조조에게 자신들의 영토만 보전해준다면 강화하겠다는 의사를 밝혔다. 그 과정에서 한수·마초가 조조와 필마단기로 회담하였다. 마초는 자신의 힘을 믿어 그 자리에서 조조를 붙잡을 생각이었는데 허저가 조조 곁에서 눈을 부릅뜨고 노려보고 있었기에 헛된 행동을 하지 않았다.
조조는 가후의 계책을 활용해 관서군의 요구를 들어주는 척하면서 그 사이를 멀어지게 하였다. 조조는 한수의 아버지와 같은 해에 효렴으로 천거됐으며, 한수와는 동년배이기도 하였다. 한수의 요청에 서로 회담하면서도 군사에 관한 일은 꺼내지 않고 사사로이 담소만 나누었다. 파한 후 마초 등 관중십장이 한수에게 조조가 무슨 말을 했냐고 물었다. ‘별 말 없었다’는 대답에 자연히 의심이 생겨났다. 다른 날 조조가 한수에게 편지를 보냈는데 고치고 지운 흔적이 많아 마치 한수가 그런 것처럼 보인지라 관중십장의 의심은 더욱 커졌다. 마침내 조조가 벌인 회전에서 대패하여 마초는 서융으로 달아났다.

### 재기
조조는 안정까지 추격했다가 소백(蘇伯) 등이 일으킨 하간에서의 반란으로 인해 환군하였다. 양부가 마초의 위험성을 경고하며 방비를 철저히 해야한다고 진언했으나 급히 가느라 그러지 못하였다. 212년 혹은 213년 과연 마초는 강족 등 호인(胡人)들과 함께 농산(隴山) 일대를 습격하였다. 다수의 군현이 이에 호응하였고 한중의 장로도 양앙을 보내 지원하였다. 양주자사 위강과 한양태수는 치소인 기현(冀縣)만을 붙들고 있을 뿐이었다. 만여 명으로 공성에 들어갔다.
몇 겹으로 포위하고 치열하게 싸우던 어느 날, 누군가가 성에서 몰래 나온 흔적이 발견되었다. 사람을 풀어 추적하니 현친현(顯親縣) 경에서 양주별가(―別駕) 염온(閻溫)이 붙잡혀왔다. 위강이 장안을 진수하고 있던 하후연에게 위급함을 알리고자 밀파한 것이었다. 그 포승을 풀어주며 회유하는 동시에 ‘원병이 없을 거란 사실을 성을 향해 외치지 않으면 죽이겠다’고 협박하였다. 염온은 오히려 3일 만에 원군이 당도할 것이라며 힘내라고 소리치니 성에서는 만세 소리가 터져나왔다. 목숨이 아깝지 않냐고 화를 냈지만 염온은 꿈쩍도 하지 않았다. 다시 끈질기게 달랬음에도 죽음만이 있을 뿐 두 마음은 없다며 굽히지 않아 그 생을 마감시켜주었다. 8월, 전의를 상실한 위강이 성문을 열면서 정월부터 시작한 전투가 끝났다. 약속과 달리 양앙을 시켜 위강과 태수를 살해하였다. 뒤늦게 위강을 구하러 달려오던 하후연도 200여 리 거리에서 요격해 물리쳤다. 이로써 농우를 장악하고 정서장군 겸 병주목, 독양주군사를 자칭하였다.

### 양주를 잃고
9월, 양부와 강서(姜敍)가 노성(鹵城)에서, 윤봉과 조앙이 기산(祁山)에서 마초에게 반기를 들었다. 이를 응징하러 친히 출격하니 이번엔 양관(梁寬)과 조구(趙衢)가 본거지인 기성을 걸어 잠그고 마초의 처자를 효수하였다. 알고 보니 양부, 강서, 강은(姜隱), 조앙, 윤봉, 요경(姚瓊), 공신(孔信), 이준(李俊), 왕령(王靈), 양관, 조구, 방공(龐恭)이 마초를 몰아내려고 계획한 것이었다. 진퇴양난에 빠져 할 수 없이 한중으로 도주하는 길에 역성(歷城)에 닿았다. 역성에서는 마초군을 강서군이라 오인하여 문을 열어주었다. 마초는 강서의 어머니와 자식들의 목숨을 빼앗고 성에 불을 질렀다. 마초의 아버지와 동생 등 일족 200명은 마초의 죄에 연좌되어 이미 212년 5월에 처형당한 후였다.
장로를 의지하였다. 장로가 마초를 도강좨주(都講祭酒)로 삼고 자신의 딸을 주려다가 ‘피붙이도 사랑하지 않는 자가 다른 이를 사랑할 수 있겠냐’는 얘기가 나와 그만두었다. 정월 초하루, 첩 동씨(董氏)의 동생 동충(董种)이 장수를 빌자 가슴을 치고 피를 토하며 “온 집안 사람들이 하루아침에 같은 운명을 맞았는데 새해를 경축하겠는가!”라 애통해 하였다. 214년, 장로로부터 병사를 받아 다시 기산을 공격하였다. 이번엔 하후연이 재가도 받지 않고 재빠르게 원군으로 출동하였다. 그 선발대 장합의 군세를 보고는 싸우지 않고 철수하였다.

### 유비에게 망명
장로와는 큰일을 이룰 수 없다고 답답해 했으며 양백 등 장로의 장수들은 그런 마초를 싫어하였다. 유비가 성도의 유장을 포위했다는 소식을 듣고는 유비에게 밀서를 보내 망명을 청하고 무도군을 통해 촉나라로 들어갔다. 유비의 환영을 받으며 성도 아래에 주둔하니 성은 두려움에 떨었고 얼마 안 가 항복하였다. 평서장군(平西―)에 임명되고 남군 임저현(臨沮縣)을 수비했으며 작위는 도정후를 유지하였다.
유비에게 망명한 이후 첩 동씨, 아들 마추, 부장 방덕이 장로의 세력에 남아 있었는데 장로가 조조에게 귀순한 이후 조조는 방덕을 본인이 데려갔고 동씨를 염포에게 하사했으며 마추를 장로에게 하사했다. 장로는 마추를 참수한 반면 염포는 동씨를 자신의 첩으로 삼았다. 방덕은 조위의 장수가 되어 훗날 관우와 맞서게 되었다.
217년 장비, 오란, 뇌동과 같이 무도군 하변현(下辯縣)으로 전진했다가 218년, 조홍에게 깨지고 유비의 한중 전선에 합류하였다. 219년(건안 24년) 유비가 한중왕에 올랐다. 마초는 좌장군에 가절(假節)을 받아 관우, 장비, 황충과 나란히 사방장군이 되었다. 221년(장무 원년) 표기장군으로 승진하고 양주목을 겸했으며 태향후(斄鄕侯)로 진봉되었다. 222년, 47세의 나이로 세상을 떠나며 유비에게 ‘가문의 제사가 끊기지 않도록 마대 등 얼마 남지 않은 일족을 잘 부탁한다’는 유언을 남겼다. 260년(경요 3년) 관우, 장비, 방통, 황충과 함께 시호를 받아 위후(威侯)라 하였다.

## 동관 전투 패배 후 재차 거병한 시기
각 기록마다 그 시기가 다르다. 《삼국지》 양부전과 《후한서》 효헌제기에서는 위강이 마초로부터 피살당한 때를 212년 8월이라 하였으며 《삼국지》 양부전에서는 그해 9월에 강서가 노성에서 마초에 대항하였다고 적었다. 한편 《삼국지》 무제기에서는 마초가 213년에 한양군에서 거병하였고 214년 정월에 조구와 윤봉이 마초의 처자를 효수하였다고 썼다. 《삼국지》 하후연전과 《후한서》 동탁전에서도 214년에 양부 등이 마초를 한중으로 쫓아냈다고 서술하였다. 이에 대해 사마광은 《삼국지》 무제기의 기술로 보아 《삼국지》 양부전의 연대는 오류이며 마초의 축출이 214년으로 밀린 것은 그 소식이 수도에 다다르기까지 시간이 걸렸기 때문일 것이라 보고 《자치통감》에 모두 213년의 기사로 처리하였다. 어느 기술이 맞는지는 더 이상의 기록이나 유물이 없어 확신할 수 없다. 남아있는 기록으로부터 도출할 수 있는 가설은 대략 세 가지이다.
1. 마초가 기성을 공격한 것부터 장로에게 도피한 것은 모두 212년의 일이다.
2. 마초의 기성 공성은 212년, 양부·강서 등의 반발은 213년에 일어났다.
3. 마초의 기성 공격부터 장로에게 피신한 것까지 몽땅 213년에 있었다.

## 평가
- 진수 : 서융과 용력에 의지하다가 자신의 일족을 망쳤으니 애석하도다![17]
- 양부 : 한신이나 영포처럼 용맹하고 강인(羌人)과 호인(胡人)들의 마음까지 크게 얻고 있습니다. 정벌군이 돌아가고 대비를 철저히 하지 않는다면 농산 일대는 국가의 소유가 아닐 것입니다.
- 제갈량 : 문무를 겸비했으며 남보다도 웅렬한 한 시대의 호걸로서 경포(=영포), 팽월과도 같은 부류입니다. 응당 장비와 나란히 말달리며 그 선두를 다툴 자입니다.[18]

마초의 무예는 그다지 뛰어나지 않다. 염행과 일기토를 떠서 단 1합 만에 패했으며 이 과정에서 염행의 모가 부러졌는데 염행은 마초를 마구 구타해서 중상을 입혔다. 실제 마초의 일기토 기록은 이것이 전부이다. 일각에서는 마초의 나이가 어려서 염행에게 패했다고는 하나 당시에는 만 15살을 성인으로 인정하던 시대였으며, 만 50살까지 살면 장수했다는 소리를 들을 정도로 현대에 비해 평균 수명이 매우 짧았다. 마초가 염행에게 패할 당시의 그 나이였던 다른 장수들의 활약상을 보면 그냥 마초의 무예가 약한 게 맞다.
- 조창은 살아있는 호랑이의 입을 맨 손으로 찢어서 죽였다.
- 손견은 혼자 도적떼 한가운데로 뛰어들어 토벌하고 그 중 한 명을 사살했다.
- 손책이 강동을 평정할 당시의 나이이며 이 때 손책은 당대의 맹장인 태사자와 일기토를 벌여 무승부를 기록했다. 또한 이 나이의 손책은 엄백호를 토벌하여 산월인들에게 공포의 대상이 되었다. 또한 이 과정에서 용맹하다고 소문난 엄여를 단숨에 죽였다.
- 문앙은 사마사의 군대를 계속 요격해서 전멸 상태까지 몰고 갔으며 이 때문에 충격을 받은 사마사는 지병인 눈 질환이 악화되어 사망했다.
- 곽거병은 숫제 흉노를 거의 멸망 일보직전까지 만들어 놓았다.

## 일화
《산양공재기》(山陽公載記)에서는 유비가 마초를 후하게 대해준 것을 계기로 마초가 유비를 낮추어 부르자 관우와 장비의 반감을 사게 되었다. 어느 날 마초와 유비가 만나는 자리에서 유비의 양쪽에 관우와 장비가 칼을 차고 지키는 것을 본 마초는 이내 자신의 무례함을 깨닫고 이후 태도를 바꾸었다고 한다.
하지만 이에 대해 배송지는 다음과 같은 주석을 달았다. 마초는 궁박해져 유비에 귀의하여 그의 작위를 받았는데 어찌 오만하게 유비의 자를 부를 수 있었겠는가? 게다가 유비가 촉으로 들어올 때 관우를 남겨 형주를 진수하게 했으니 관우는 일찍이 익주 땅에 있은 적이 없다. 그래서 관우는 마초가 투항했다는 말을 듣고 제갈량에게 서신을 보내 마초의 재주는 누구에 비견될 수 있는지를 물은 것으로 이 책(산양공재기)이 말하는 바대로가 아니니, 관우가 어찌 장비와 함께 곧게 서 있을 수 있었겠는가? 무릇 사람이 일을 행할 때는 모두 그것이 가능하다 하여도 불가함을 알면 이를 행하지 않는 법이다.
과연 마초가 유비의 자를 불렀다면 또한 이치로 볼 때 의당 그리해도 된다고 여겨서였을 것이다. (그렇다면) 설령 관우가 마초를 죽일 것을 청했다 하더라도 마초는 이를 듣지 못했는데, 단지 두 사람이 곧게 서 있는 것을 보고 무슨 까닭으로 이내 (자신이 유비의) 자를 불렀기 때문임을 알아채고는 ‘하마터면 관우, 장비에게 죽임을 당할 뻔했다’고 말했겠는가? 말이 이치에 닿지 않음이 너무 심해 가히 분질(忿疾-분노하고 미워함)에 이르는구나. 원위(袁暐-헌제춘추의 지은이), 악자(樂資-산양공재기의 지은이) 등이 기재한 여러 대목은 추잡하고 헛되고 그릇되니(穢雜虛謬) 이와 같은 부류가 거의 이루 다 말할 수 없을 정도로다.

## 삼국지연의
사서가 아닌 소설 《삼국지연의》에서는 마등의 용맹무쌍한 장남으로 나오는데 미남이라는 설정이 추가되었다. 마등과 한수가 이각·곽사·장제·번조 4인방과 싸울 때 17세의 소년 장수로 첫 등장하여 왕방을 찔러 죽이고 이몽을 생포한다. 마등이 가공의 인물 황규와 손잡고 조조에 대한 반란을 기도하다 처형되자 그 원수를 갚기 위해 조조와 싸움을 벌인다. 허저와 일대일로 격돌한다.
사자 투구와 은갑옷, 하얀색 도포를 갖추고 가맹관(葭萌關)에 이른다. 그 비범한 차림새와 재주에 유비가 ‘사람들이 금마초(錦馬超)라 부른 게 허명이 아니었다’며 감탄한다. 장비와 호각지세로 한판 승부를 벌인다. 이회의 설득에 응해 귀순한다. 한중왕으로 등극한 유비가 관우, 장비, 조운, 마초, 황충을 오호대장군에 봉한다.

## 가계
- 아버지 : 마등
  - 동생 : 마휴, 마철
    - 아들 : 마추(馬秋) - 첩 동씨(董氏)와의 자식으로 마초가 입촉할 때 한중에 남았다. 조조가 한중을 정복하면서 동씨는 염포에게, 마추는 장로에게 주었는데 장로가 죽였다.[3]
    - 아들 : 마승(馬承) - 오직 후사를 이었다는 기록만이 남았고 나머지는 미상이다. 마초가 사촌 동생 마대 단 한 명만 데리고 장로의 진영에서 빠져나와 유비에게 귀순했다는 기록으로 보아 마초가 유비에게 귀순한 이후에 태어난 것으로 여겨진다.
    - 딸 : 유비의 아들 안평왕(安平王) 유리에게 시집갔다.

  - 사촌동생 : 마대

## 같이 보기
- 삼국지 인물 목록

## 참고 문헌
- 《삼국지》36권 촉서 제6 마초
- 《삼국지》1권 위서 제1 무제 조조